# Лапино (Костромская область)
Ла́пино — деревня в Нерехтском районе Костромской области. Входит в состав Волжского сельского поселения.

## История
В 1962 году указом Президиума Верховного Совета РСФСР деревня Пешево переименована в Лапино.

## Население
| 2008 | 2010 | 2014 |
| ---- | ---- | ---- |
| 6    | ↘0   | ↗1   |

## Известные уроженцы
- Лапин, Иван Георгиевич (1916—1944) — советский военнослужащий, старший лейтенант, Герой Советского Союза.